# NGC 7515
NGC 7515 (другие обозначения — PGC 70699, UGC 12418, MCG 2-59-8, ZWG 431.15, NPM1G +12.0583, IRAS23103+1224) — спиральная галактика (Sc) в созвездии Пегас.
Этот объект входит в число перечисленных в оригинальной редакции «Нового общего каталога».